# Aenictus congolensis
Aenictus congolensis es una especie de hormiga guerrera del género Aenictus, familia Formicidae. Fue descrita científicamente por Santschi en 1911.
Se distribuye por Camerún, República Centroafricana, Congo, Gabón y Zambia. Se ha encontrado a elevaciones de hasta 1300 metros. Habita en la hojarasca y sobre la madera podrida.